# Gonzales (Kalifornija)
Gonzales je grad u američkoj saveznoj državi Kalifornija. Prema popisu stanovništva iz 2010. u njemu je živjelo 8.187 stanovnika.